# Сьмели
Сьмели (пол. Śmieły) — село в Польщі, у гміні Ізбиця-Куявська Влоцлавського повіту Куявсько-Поморського воєводства.
Населення — 174 особи (2011).
У 1975-1998 роках село належало до Влоцлавського воєводства.

## Демографія
Демографічна структура станом на 31 березня 2011 року:
|          | Загалом | Допрацездатний вік | Працездатний вік | Постпрацездатний вік |
| -------- | ------- | ------------------ | ---------------- | -------------------- |
| Чоловіки | 85      | 14                 | 62               | 9                    |
| Жінки    | 89      | 22                 | 45               | 22                   |
| Разом    | 174     | 36                 | 107              | 31                   |